# ロアーナ
ロアーナ（伊: Roana）は、イタリア共和国ヴェネト州ヴィチェンツァ県にある、人口約4,100人の基礎自治体（コムーネ）。

## 名称
セッテ・コムーニは、歴史的にはドイツ語系のチンブロ語が話された地域である。イタリア語以外の言語では以下の名称を持つ。
- チンブロ語: Robàan
- ドイツ語: Rovan

## 地理

### 位置・広がり
ヴィチェンツァ県北端、アジアーゴ高原（セッテ・コムーニ）に位置する。

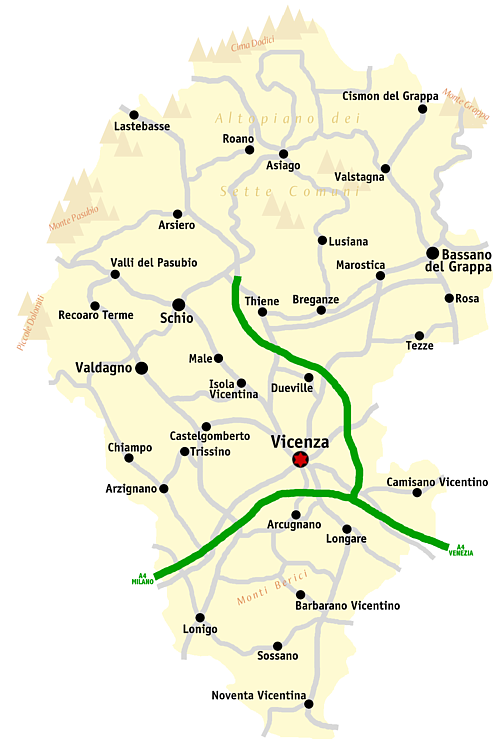
ヴィチェンツァ県概略図

#### 隣接コムーネ
隣接するコムーネは以下の通り。
- アジアーゴ
- カルトラーノ
- コゴッロ・デル・チェンジョ
- ロトツォ
- ヴァルダスティコ

### 気候分類・地震分類
気候分類では、zona F, 4163 GGに分類される。
また、イタリアの地震リスク階級 (it) では、zona 2 (sismicità media) に分類される。

## 行政

### 分離集落
ロアーナには、以下の分離集落（フラツィオーネ）がある。
- Camporovere, Canove (sede comunale), Cesuna, Mezzaselva, Roana, Treschè Conca

## 姉妹都市
- ポイアーナ・マッジョーレ、イタリア
- #フェルデン（ドイツ語版）、ドイツ